# Гаррі Ігл
Гаррі Ігл (англ. Harry Eagle; 13 липня 1905 — 21 червня 1992) — американський лікар і патолог. Він народився в Нью-Йорку, потім навчався, а потім працював в Університеті Джона Гопкінса, перш ніж перейти до Національного інституту здоров'я. З 1961 по 1988 рік працював у Медичному коледжі Альберта Ейнштейна. Він найбільш відомий завдяки мінімальному середовищі Ігла, яке є важливим для розуміння того, як клітини людини та ссавців відтворюються. Він також відомий ефектом Ігла. У 1936 році він став першим лауреатом нагороди Eli Lilly and Company-Elanco Research Award. У 1973 році він став одним із лауреатів премії Луїзи Гросс Горвіц Колумбійського університету. У 1987 році він був нагороджений Національною медаллю науки за роботу в біологічних науках.

## Праці
- J. E. Darnell, L. Levintow, M. D. Scharff: Harry Eagle. J Cellular Physiology (1970) 76,3: S. 241-252 PMID 4925975
- A. Gilman: Presentation of the Academy Medal to Harry Eagle, M. D. Bull N Y Acad Med. (1970) 46(9): S. 666-669 PMID 4916300